# Calao rhinocéros
Buceros rhinoceros
Espèce
Statut de conservation UICN

 VU A3cd+4cd : Vulnérable
Statut CITES
Le Calao rhinocéros (Buceros rhinoceros) est une espèce d'oiseau appartenant à la famille des Bucerotidae.

## Caractéristiques

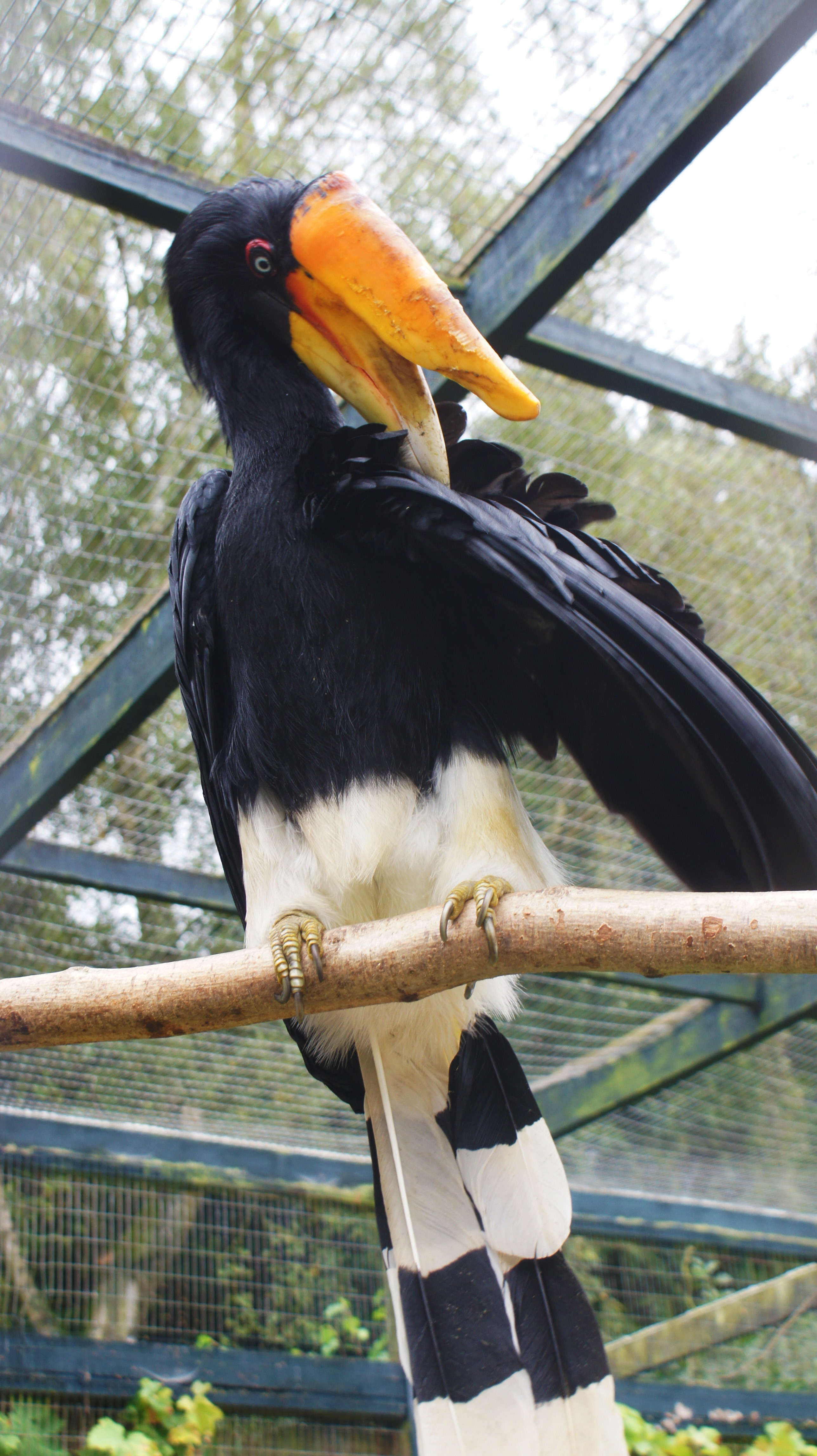

C'est un des très grands calaos, comme le calao bicorne, aux larges ailes et au gigantesque bec courbé orangé surmonté d'un casque volumineux parfois appelé corne. 
Il mesure de 80 à 90 cm de haut et a une envergure de près de 1,5 m. Sa masse est de 2 à 3 kg.

Son plumage est tout noir sauf les cuisses et le bas du ventre qui sont blancs et la queue qui est blanche avec une barre noire.

## Écologie et comportement
Le calao rhinocéros est principalement frugivore, se délectant surtout de diverses figues, mais il mange aussi des insectes, des grenouilles, des lézards et des œufs d'oiseaux.
Pendant la saison de reproduction, il vit en couple et niche, comme le calao bicorne, dans un arbre creux. La femelle calao rhinocéros maçonne l'entrée du trou dans l'arbre avec un mélange de boue et de déjections en utilisant son bec comme une truelle. La femelle pond ensuite 1 ou 2 œufs et les couve de 37 à 46 jours.Elle reste emmurée dans son nid pendant toute l'incubation et l'élevage des oisillons, nourrie par le mâle qui lui apporte de la nourriture. 

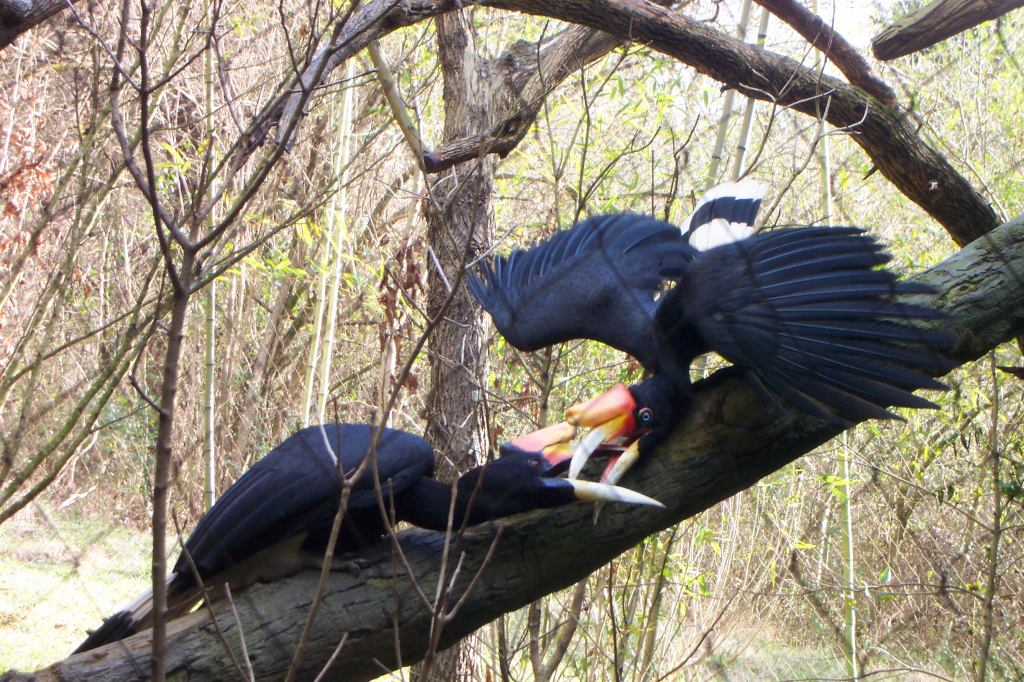
Combat de mâles à coups de bec et de casque

Le reste de l'année, le calao rhinocéros forme de petits groupes, comptant parfois jusqu'à une vingtaine d'individus. Parfois les mâles s'affrontent à coups de bec et de casque.

En couple, le mâle et la femelle crient souvent en duo : le mâle pousse des hok profonds et la femelle répond par des hak aigus ; leurs cris sont des échanges de hok-hak... hok-hak... hok-hak.
- Appel du mâle et dialogue entre un mâle et une femelle

## Habitat et répartition
Le calao rhinocéros habite la canopée des forêts tropicales denses mais il fréquente également les plaines herbeuses parsemées d'arbres.

On le trouve dans les îles de Sumatra, Java et Bornéo ainsi qu'en Malaisie et dans le sud de la Thaïlande.

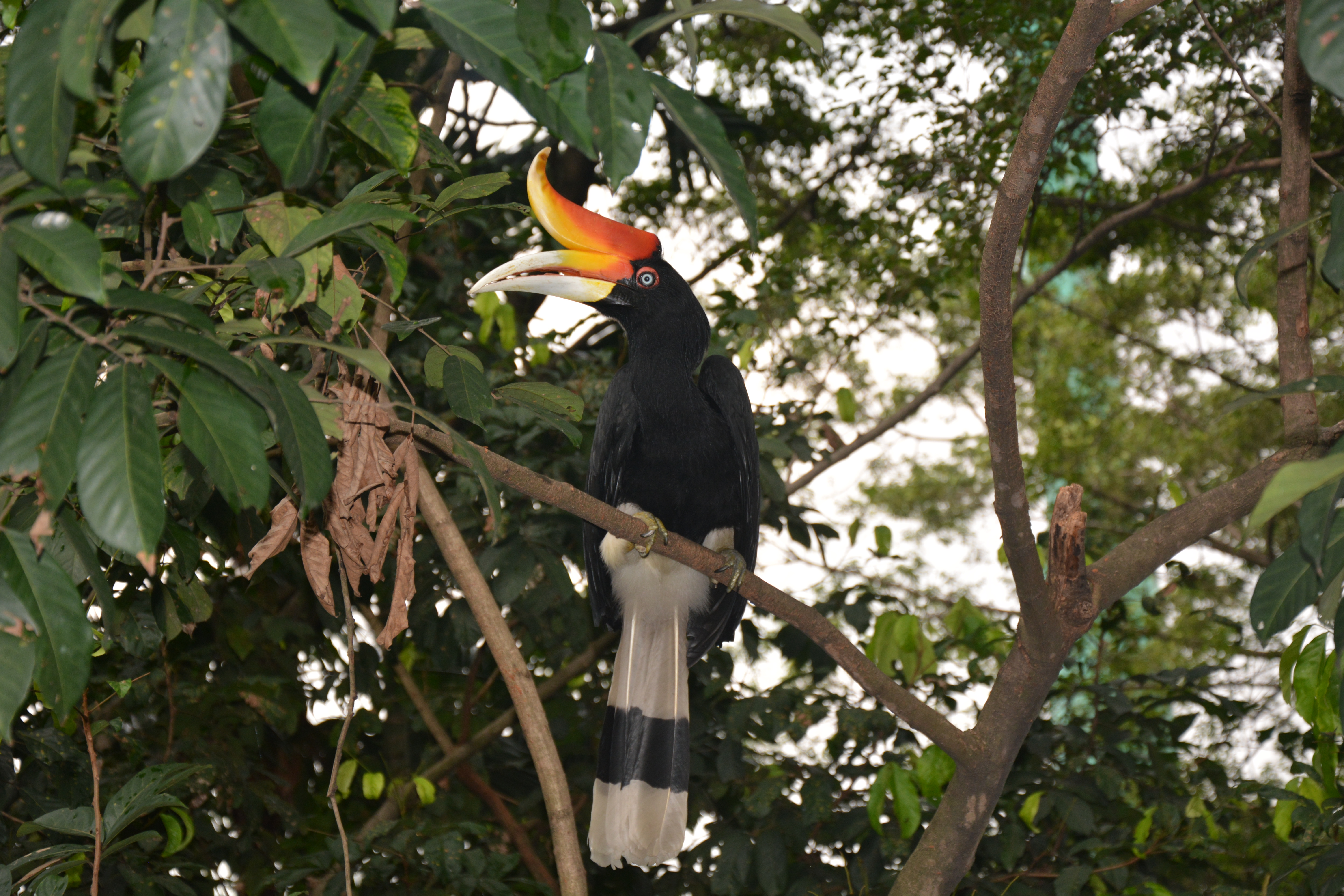
Calao rhinocéros (Kuala Lumpur, Malaisie).

## Classification
D'après Alan P. Peterson, il existe trois sous-espèces :
- Buceros rhinoceros borneoensis  Schlegel  & S. Muller, 1840 – Calao rhinocéros de Bornéo. Présente à Bornéo ;
- Buceros rhinoceros rhinoceros  Linnaeus, 1758. Présente en Thaïlande, à Sumatra, dans la péninsule Malaise ;
- Buceros rhinoceros silvestris  Vieillot, 1816 – Calao rhinocéros de Java. Présente à Java.

## Menaces et conservation
Il existe un Programme européen pour les espèces menacées (EEP) de l'Association européenne des zoos et aquariums (EAZA) consacré à cette espèce. Celui-ci est coordonné par le ZooParc de Beauval, en France.

## Culture

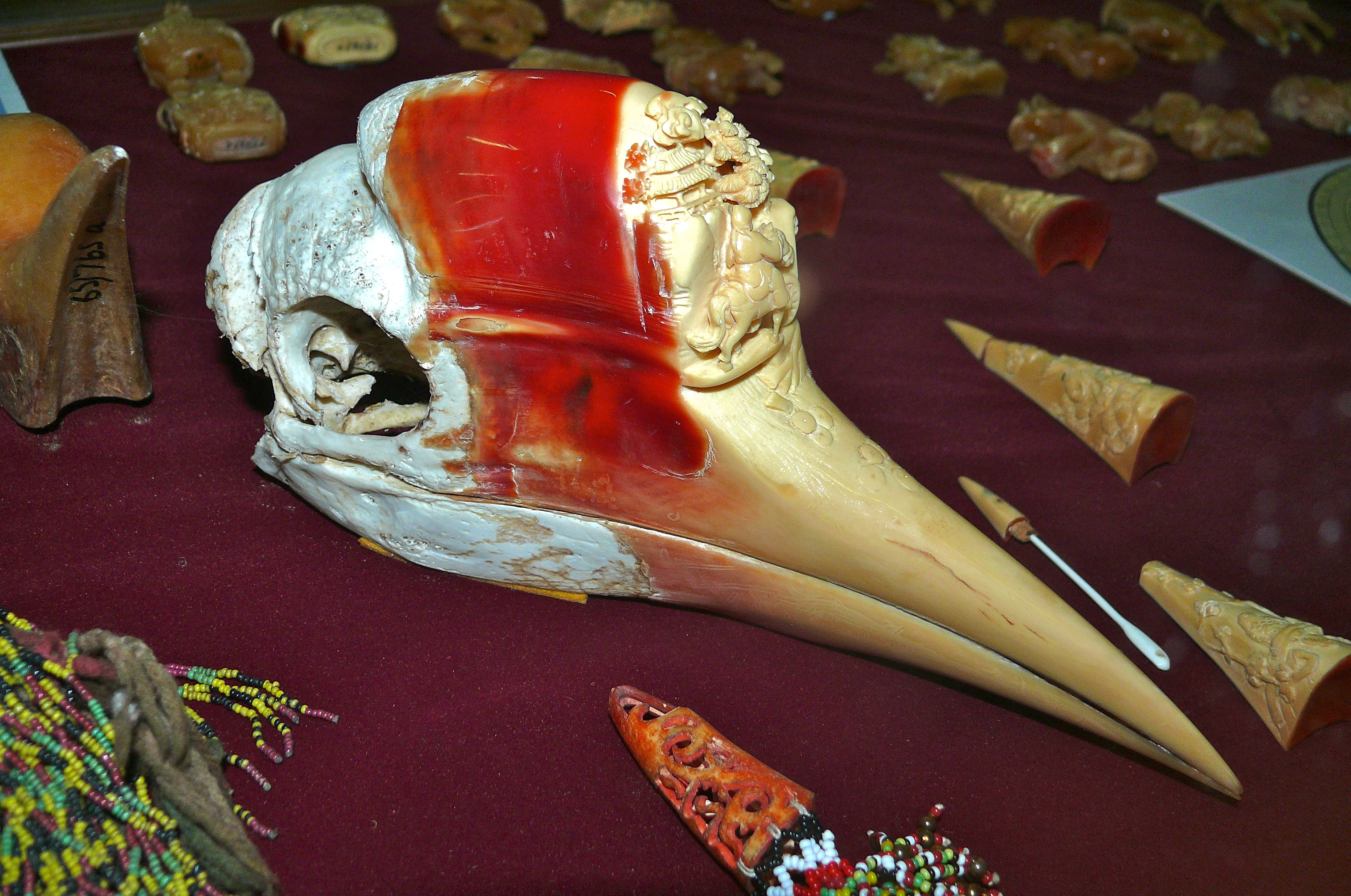
Sculpture sur un crâne de Calao rhinocéros (Musée du Sarawak, Malaisie).

Parmi les Dayak de l'île de Bornéo, les Ibans de Sarawak réalisent des sculptures en bois du Calao rhinocéros appelées kenyalang et utilisées lors de leurs principales cérémonies sacrées.